# Türtapete
Türtapeten oder auch Türposter sind spezielle Fototapeten aus Papier oder selbstklebender Folie, die für das Dekorieren von Türen gedacht sind. Die meisten Tapeten werden mit Digitaldruckern hergestellt, um eine gute Bildqualität zu gewährleisten.

## Möglichkeiten in der Gestaltung

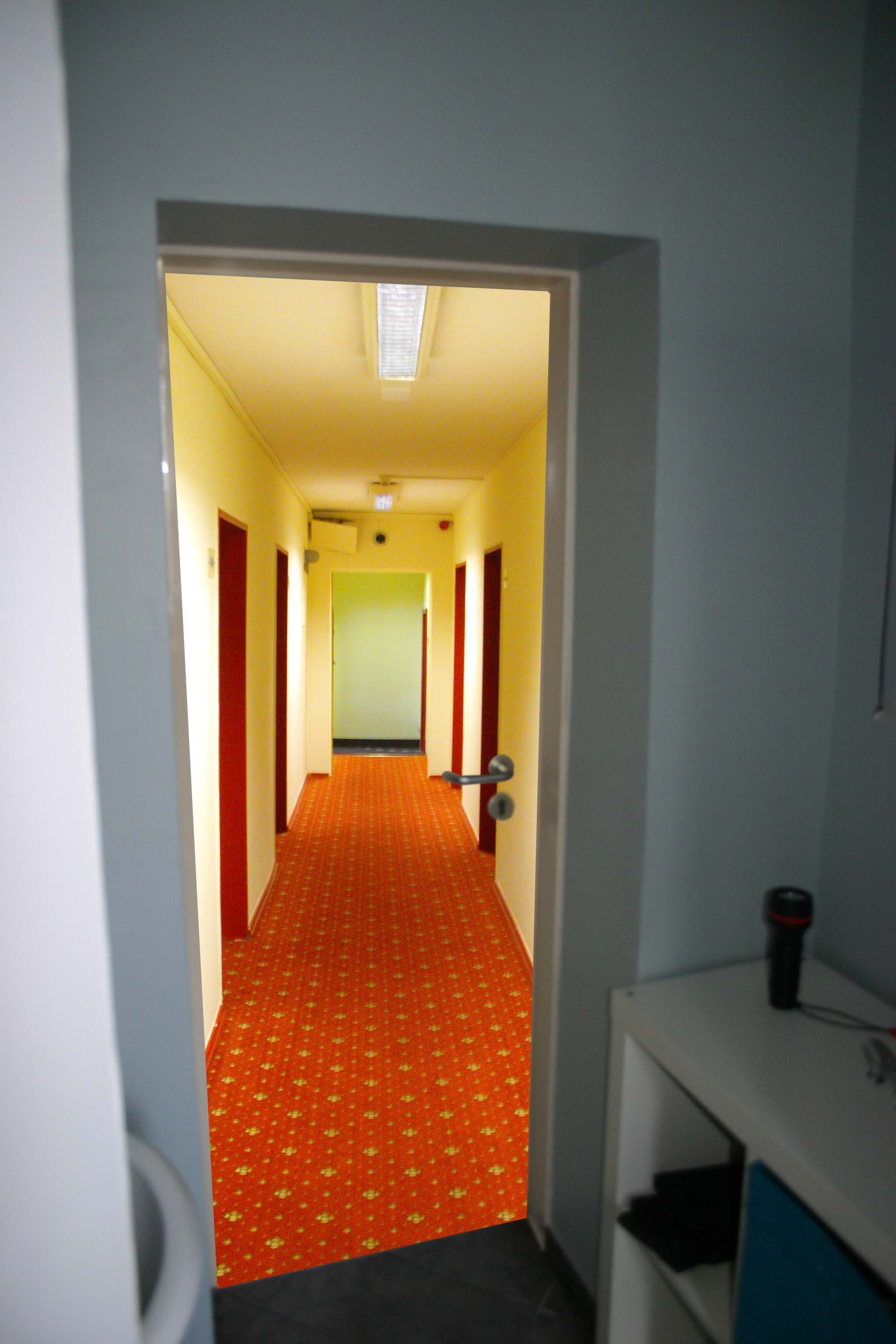
Eine Tür mit Türtapete erzeugt einen Eindruck von räumlicher Tiefe

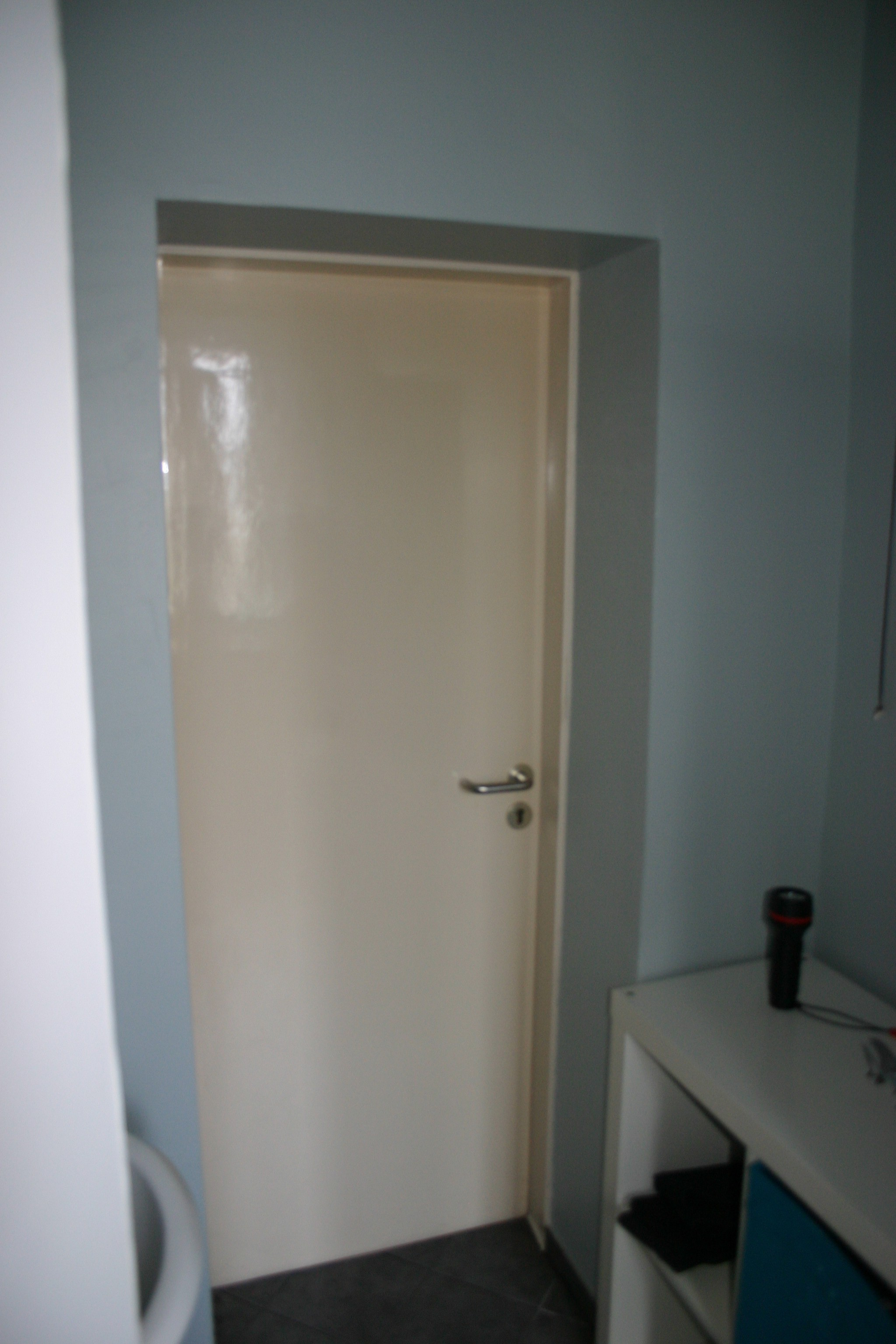
Eine Tür ohne Türtapete

Türtapeten können sowohl mit vorgegebenen oder auch selbst gestalteten Motiven bedruckt werden, auch einfarbige Türtapeten sind möglich. Als Motive eignen sich Fotografien, Illustrationen oder andere grafische Gestaltungen. Einige der Motive, die angeboten werden, sind in einer bestimmten Perspektive aufgenommen, wodurch ein künstlicher Eindruck von räumlicher Tiefe vermittelt werden soll. Das soll es ermöglichen, vor allem kleine Räume größer wirken zu lassen. 
Bei manchen Motiven ist es wichtig, dass der Betrachter einen gewissen Abstand zur Türtapete hält, da das Motiv sonst nicht die volle visuelle Wirkung entfalten kann. Die Motivinhalte können verändert oder leicht unscharf wahrgenommen werden. 
Einige Hersteller bieten für Einsteiger auch zweiteilige Türtapeten an, da diese einfacher in der Montage sind.

## Material/Montage
- Folien-Türtapeten

Es gibt unterschiedliche Arten von Türtapeten. Die meisten selbstklebenden Türposter sind mit einem leicht ablösbaren Haftkleber beschichten, so dass kein extra Kleber bei der Montage benötigt wird. Bei manchen Herstellern wird sogenanntes Polyacrylat verwendet. Dieser Einkomponentenkleber härtet durch das Verdampfen des Lösungsmittels aus. In diesem Fall Wasser. Wichtig, bei dieser Art von Klebstoff ist, dass sowohl die klebende Seite der Folie, als auch der Untergrund, in diesem Fall die Tür, vor dem Anbringen ordentlich mit Wasser befeuchtet werden. In nassen Zustand kann die Klebefolie nämlich noch ausgerichtet werden. Eine Festigkeit tritt erst ein, wenn das Wasser verschwunden ist, d. h. vom Untergrund oder von der Luft aufgenommen wurde. Bei anderen Herstellern wird ein anderer Klebstoff verwendet, wodurch kein Wasser bei der Montage benötigt wird.
- Papier-Türtapeten

Bei Türtapeten aus Papier funktioniert das Anbringen genau wie bei ganz normalen Tapete. Zur Montage kann ein ganz normaler Tapetenkleister verwendet werden. Solche Türtapeten können somit auch auf Wänden angebracht werden und eignen sich daher auch als Fototapeten.